# Mestre ascensionado
Mestres ascensionados (Mestres Ascensos) ou avataras (do sânscrito avatara, que significa “descida”; de avatarati, “ele desce”; de ava, “longe” + tarati “ele atravessa”) é um termo esotérico que define um grupo de seres que alcançaram grande evolução espiritual, após diversas encarnações como seres humanos.
O termo surgiu no século XIX, em 1877, nas obras da esoterista russa, Helena Blavatsky: The Mahatmas, Masters of Wisdom, Elder Brothers. São chamados de mestres porque orientam espiritualmente os seres que estão em busca de evolução espiritual na Terra; e ascencionados porque já encarnaram e evoluiram hierarquicamente, afastando-se das limitações do plano terreno em direção à Luz, à ascensão espiritual. A ascensão diz respeito à busca de um Amor incondicional pela vida, numa quantificação mínima de 51% de Karma negativo, transcendido pelo Dharma; os outros 49% são equacionados em serviços de devoção à humanidade, em níveis de oitavas superiores. O trabalho dos mestres é o de despertar a consciência crística, o Cristo na consciência de cada um. O trabalho dos mestres diz respeito ainda ao auxílio na libertação da Roda das Samsaras ou do ciclo de reencarnações, no qual a humanidade estaria aprisionada. Os mestres orientam a humanidade na busca de evolução espiritual e de conscientização da necessidade dessa transcendência. Segundo a hierarquia cósmica, os mestres situam-se entre Deus e anjos.
Segundo o esoterismo, a ascensão é o objetivo primordial dos seres encarnados na Terra, ao final da qual a alma já não mais precisa existir no tempo e no espaço, é um momento de confraternização com o Espírito Santo e a presença Eu Sou.